# Bracht (Toponym)

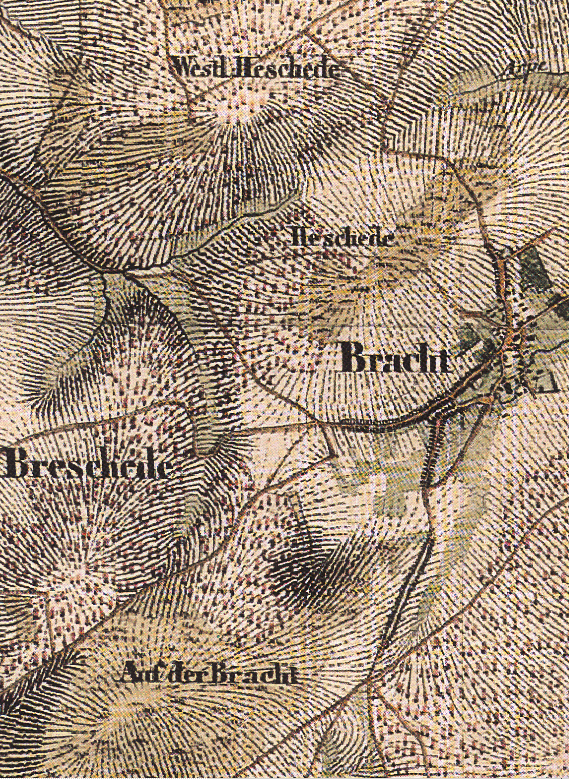
Flurname Auf der Bracht und Ort Bracht bei Schmallenberg, preußische Uraufnahme 1841.

Bracht ist ein Toponym, das in Siedlungs- und Flurnamen vorkommt. Die Siedlungsnamen sind im westlichen Sauerland und im Bergischen Land häufiger vertreten, kommen aber im Westen bis nach Flandern vor. Die wesentlich häufigeren Flurnamen reichen deutlich über dieses Verbreitungskerngebiet hinaus.

## Etymologie
Die genaue Herkunft und Bedeutung des Wortes Bracht (femininum) sind unklar. Es geht wahrscheinlich auf ein germanisches Wort *brahti- oder *brahtjō zurück, dessen Bedeutung nicht gesichert erklärt werden kann. Das Wort ist nur in Ortsnamen bekannt und fehlt in heutigen Mundarten oder älteren Sprachstufen.
Das althochdeutsche/altsächsische braht (maskulinum; Lärm, Geschrei), neuhochdeutsch Pracht (Lärm, Geschrei, Prunk) wird nicht als Grundlage für die Benennung angenommen. Andere Erklärungsversuche sind Gestrüpp, Dickicht (zu Brake), Brache, ruhender Acker oder eine Entlehnung aus den lateinischen fracta (Bruchstück), das eine Nebenbedeutung Berg haben soll. Der Erklärung zur Rodung gekennzeichnete Fläche steht entgegen, dass sich viele Bracht-Gebiete nicht zur Anlage von Siedlungen eigneten. Wegen der exponierten Lage der Brachten wurden sie als Beobachtungsstation zu Sicherung der fränkischen Herrschaft gedeutet; dies beruht bislang auf der Untersuchung der Brachten in Hessen und kann daher ohne umfassendere Untersuchungen nur bedingt als Erklärung für das viel größere Verbreitungsgebiet dienen.
Das Grundwort Bracht oder umgelautet Brecht(e) ist in Siedlungs- und Flurnamen oft abgeschwächt, meist zu -bert oder -pert, bei vorausgehendem Nasal zu -mert oder -mart. Wegen möglicher Umdeutungen, die bei Siedlungsnamen belegbar sind, beispielsweise Gummersbach aus Gumeresbracht, ist es unwahrscheinlich, dass alle Bracht-Ortsnamen identifiziert werden können. Da alte Belege für Flurnamen meist fehlen, sind bei ihnen solche Umdeutungen kaum nachzuweisen, es ist aber nicht anzunehmen, dass sie nur bei Siedlungsnamen stattgefunden haben. Umgekehrt ist nicht auszuschließen, dass beispielsweise -mer zu -mert erweitert wurde und damit wie ein Bracht-Name erscheint.

## Siedlungsnamen
Bracht ist spätestens seit dem 9. Jahrhundert zur Benennung von Siedlungen verwendet worden. Beispiele sind Velbert (875: Feldbrahti), Gummersbach (1109: Gummeresbracht) oder Plettenberg (um 1070: Plettonbrath, 1187: de Plettenbraht). Als Bestimmungswörter kommen – im Gegensatz zu Flurnamen – Personennamen wie in Meinkenbracht vor.
Kern des Verbreitungsgebietes ist die Region zwischen Ruhr und Sieg, im Westen reicht es ins Rheinland, die Eifel, die Ardennen und nach Flandern. Nördlich der Ruhr ist in Westfalen nur die Bauerschaft Bracht südlich von Sendenhorst nachweisbar. Diese Siedlungen zeichnet überwiegend Höhen- oder Hügellage aus.

## Flurnamen
Das Verbreitungsgebiet der Flurnamen reicht über das der Siedlungsnamen hinaus, hat aber seinen Kern ebenfalls im Sauer- und Bergischen Land. In Hessen, wo es nur wenig Bracht-Siedlungsnamen gibt, sind Flurnamen besonders im Nordwesten vertreten.
Bracht-Flurnamen bezeichnen überwiegend größere Areale. In Südwestfalen, im Bergischen Land, im Rheinland und in Hessen ist Waldbestand und Höhenlage typisch. Im Münsterland und den Ostniederlanden trifft Höhenlage nicht immer zu, ursprünglicher Waldbestand ist aber möglich.
Bracht kommt im gesamten Verbreitungsgebiet als Simplex vor. Eine verbreitete Erweiterung ist hohe Bracht oder Homert, das aus (auf der) hohen Bracht entstanden sein kann. Bei vielen Komposita ist das Bestimmungswort nicht deutbar. Bei Namen auf -mert ist auch nicht immer sicher, ob diese auf das Grundwort Bracht zurückgehen.
Als Bestimmungswort ist Bracht selten, kommt aber vor, beispielsweise in dem Gewässernamen Brachtpe.